# Gretna Football Club
Maillots
Dernière mise à jour : 25 août 2009.
Le Gretna Football Club était un club écossais de football basé à Gretna, village d'environ 3 000 habitants juste avant la frontière Sud-Ouest avec l'Angleterre.

## Historique

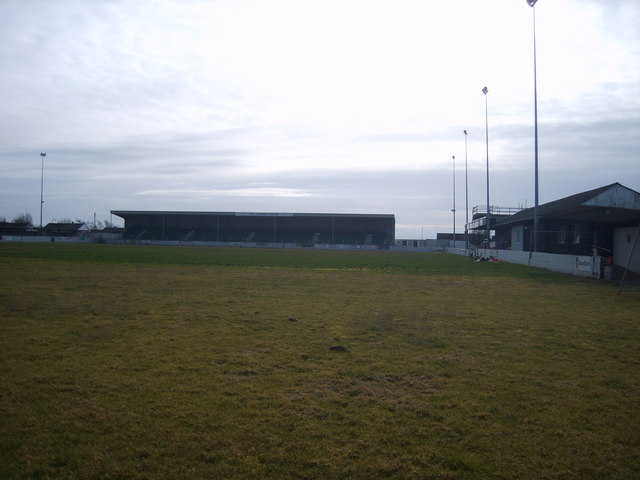
Image du Raydale Park

Le club fut fondé en 1946. Malgré les origines écossaises du club (le stade se trouvant au nord de la frontière avec l'Angleterre), l'équipe première jouera en ligue amateur anglaise jusqu'en 2002, lorsque le club fut élu membre du Scottish Football League à la suite de la liquidation d'Airdrieonians. Ils remportèrent ce vote contre notamment contre Edinburgh City.
Le propriétaire, un richissime chef d'entreprise local nommé Brooks Mileson, annonce très vite son ambition de rejoindre la Scottish Premier League le plus rapidement possible. Le club parvient à gravir très rapidement chacun des échelons qui le séparent de la SPL sous la houlette du manager Rowan Alexander. Gretna prend part à la SPL pour la première fois de son histoire au cours de la saison 2007-08. Dans ce tableau idyllique, la seule ombre au tableau s'avère l'exiguïté de son stade Raydale Park qui ne répond pas aux exigences de la Scottish Premier League. Le club est donc contraint de jouer à Motherwell au Fir Park, dans la banlieue de Glasgow, à 240 kilomètres de Gretna.
La première saison de Gretna parmi l'élite s'avère très vite un véritable cauchemar. En effet, les résultats sportifs ne suivent pas et le club ne parvient pas à quitter la dernière place du classement ; l'équipe n'engrange ainsi que quatre petits points au cours des 12 premières journées du championnat, et il faut attendre le 22 septembre 2007 et la venue de Dundee United pour voir le Gretna FC enregistrer son premier succès parmi l'élite sur le score de 3 à 2. Cependant ce succès n'insuffle pas la dynamique tant espérée, la situation du club ne fait qu'empirer, et celle-ci est rendue encore plus difficile par les nombreux remous internes ; le manager Rowan Alexander (en) est limogé avec un grand mépris (il apprend son licenciement un jour de match, au cours duquel l'accès au stade lui est interdit) et il est remplacé par Davie Irons (en), qui partira lui-même de son propre chef quelques mois plus tard au début de la crise financière que traverse le club.
Cette crise financière débute au début de l'année 2008, au mois de février ; le président du club Brook Mileson est victime d'un accident cérébral et doit observer le plus grand repos. Pendant son absence, les versements hebdomadaires des salaires deviennent aléatoires, le club peine aussi à assumer ses frais de fonctionnement. La pérennité du club repose en effet sur la volonté d'un seul homme — cet homme absent, le club est en grand danger. Le 12 mars 2008, un médiateur est envoyé au club pour tenter de sauver le club de la disparition par des coupes draconiennes dans ses coûts de fonctionnement. La mise sous tutelle du club lui coûte une pénalité de 10 points, amenuisant son déjà faible total de points, tuant ainsi définitivement les maigres espoirs de maintien qui subsistaient. Mais l'important n'est pas vraiment là pour Gretna, qui, sans son mécène, ne semble pas pouvoir survivre à long terme. Chaque jour qui passe est un pas de plus vers la faillite. Au mois de mai 2008, la totalité des joueurs sont laissés libres par l'administrateur, dont le capitaine Chris Innes (en), le Français Aurélien Collin et la star locale sud-américaine Fabián Yantorno (en).
L'équipe terminera tout de même en beauté, en battant pour son tout dernier match Heart of Midlothian (1-0).
Le club ne fait plus partie de la Scottish Football League depuis le 3 juin 2008. Un appel à des candidatures de clubs souhaitant prendre la place de Gretna en Third Division a été lancé. Parmi les candidats probables étaient Spartans (en) (Édimbourg), Cove Rangers (Aberdeen), Preston Athletic (en), Edinburgh City et Annan Athletic. Finalement, Annan Athletic est sélectionné, et joue actuellement en Third Division.
Un nouveau club, Gretna 2008 (en), joue depuis la disparition du Gretna FC en ligue junior. Après quelques mois d'exil à Annan, le nouveau club retrouve Raydale Park en 2009 et joue depuis 2013 en Lowland Football League.

## Dates clés
- 1946 : fondation du club
- 2002 : le club entre dans la Ligue écossaise (et quitte donc les championnats anglais)
- 2006 : première participation à la Coupe UEFA, faisant suite à l'accession en finale de Coupe d'Écosse. L'équipe joue son premier match européen face à Derry City FC à Fir Park, stade du Motherwell Football Club (match perdu 5-1). Au retour, le club fait match nul 2-2 en Irlande du Nord.
- 28 avril 2007 : le club s'impose 3-2 à Ross County et obtient une montée historique en Scottish Premier League.
- 3 juin 2008 : le club cesse d'exister à la suite de sa descente en 4e division écossaise et au non rachat du club mis en vente par les actionnaires.

## Palmarès
- Champion d'Écosse D4 : 2005 (au passage record d'Europe de promotion obtenue le plus tôt dans une saison avec 98 points obtenus sur 108 possibles)
- Champion d'Écosse D3 : 2006
- Champion d'Écosse D2 : 2007
- Finaliste de la Coupe d'Écosse : 2006

## Anciens joueurs
- James Grady
- Aurélien Collin
- Paul Murray